# De verlichte markiezin
De verlichte markiezin is een stripreeks uit de collectie Kronieken van uitgeverij Blitz. In deze reeks verschenen tussen 1988 en 1990 vier delen die door striptekenaar Lax  zijn getekend op scenario van schrijver Patrick Cothias. De reeks is realistisch getekend, goed gedocumenteerd en behandeld een deel van de Franse geschiedenis waarin de opkomst van nieuwe maatschappelijke en politieke ideeën centraal staan.

## Verhaal
De verhalen spelen zich af in Frankrijk in 1786, kort voor de Franse Revolutie, rond een aantal historische figuren als markies de la Fayette, Marie-Louise-Sophie de Grouchy, Charles Dupaty, Francois-Jacques de Grouchy en Nicolas de Caricat. Een liefdesdrama waaruit een baby wordt geboren, vormt de basis waarop de verhalen zijn gestoeld. Sophie de Grouchy raakt ongewenst zwanger tijdens een ontmoeting met markies de la Fayette. De baby, een meisje, wordt na de bevalling bij haar weggenomen onder het mom dat ze is gestorven. Sophie treedt daarna in het huwelijk met markies van Condorcet, een vooraanstaande wiskundige en politicus. De arme sloeber Modest Bonhomme speelt een cruciale rol omtrent de verwikkelingen rond de baby. 

## Albums
| Nummer | Titel                        | Verschenen | Uitgeverij       |
| ------ | ---------------------------- | ---------- | ---------------- |
| 1      | Moeder en maagd              | 1988       | Uitgeverij Blitz |
| 2      | Zoë's noodlot                | 1988       | Uitgeverij Blitz |
| 3      | De glimlach van de gehangene | 1990       | Uitgeverij Blitz |
| 4      | Het zwaard en de weegschaal  | 1990       | Uitgeverij Blitz |